# اونگخووو
اونگخووو (به لهستانی:  Unichowo) یک روستا در لهستان است که در گمینا چارنا دانبرووکا واقع شده‌است. اونگخووو ۳۲۲ نفر جمعیت دارد.